# NGC 5591/1
NGC 5591/1 је спирална галаксија у сазвежђу Волар која се налази на NGC листи објеката дубоког неба.
Деклинација објекта је + 13° 43' 1" а ректасцензија 14h 22m 33,3s. Привидна величина (магнитуда) објекта NGC 5591 износи 13,4 а фотографска магнитуда 14,1. NGC 55911 је још познат и под ознакама UGC 9207, MCG 2-37-6, MK 809, IRAS 14201+1356, KCPG 424A, KUG 1420+139, CGCG 75-23, PGC 51360.